# Càpsula bacteriana

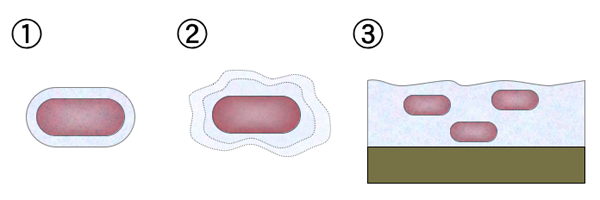
Diagrama d'estructures extracel·lulars bacterianes: 1.-càpsula, 2.- capa mucosa o glucocàlix, 3.-biopel·lícula.

La càpsula bacteriana és una capa rígida amb el contorn ben definit que recobreix externament la paret cel·lular d'alguns bacteris (tant grampositius com gramnegatius). Està formada per una sèrie de polímers orgànics. Generalment conté glicoproteïnes i un gran nombre de polisacàrids diferents, que inclou polialcohols i aminosucres.
La presència de càpsula va associada a factors de virulència (grau de patogènia) [patogènia: capacitat d'un microorganisme de causar malaltia].
La càpsula és una capa rígida organitzada en una matriu impermeable que exclou colorants com la tinta xinesa. En canvi, la capa de material extracel·lular que es deforma amb facilitat, és incapaç d'excloure partícules i no té un límit definit, es denomina capa mucosa o glicocàlix. Ambdues es poden detectar amb mètodes amb la tinció negativa o la tinció de Burri.
La càpsula els serveixen als bacteris com a coberta protectora resistent a la fagocitosi. També s'utilitza com a dipòsit d'aliments i com a lloc d'acumulació de substàncies de rebuig. Protegeix de la dessecació, ja que conté una gran quantitat d'aigua disponible en condicions adverses. A més a més, evita l'atac dels bacteriòfags i permet l'adhesió del bacteri a les cèl·lules animals de l'hoste.
Els bacteris no es poden classificar per si tenen o no càpsula, ja que la seva formació varia segons les condicions ambientals en què es trobin.

## Tinció
La càpsula no es tenyeix amb els colorants bàsics habituals (blau de metilè, cristall violeta, safranina). Un mètode alternatiu és el d'Antony. Les cèl·lules es tenyeixen amb violeta de genciana i posteriorment es renta amb sulfat de coure.